# Abidji jezik
Abidji jezik (abiji; ISO 639-3: abi), jedan od tri jezika podskupine agneby jezici|agneby, šire skupine nyo, koji se govori u departmanu Abidjan u Obali Bjelokosti. Raširen je u podprefekturama Sikensi (12 sela) i nekoliko sela u Dabou.
Postoje 2 dijalekta, enyembe i ogbru. 50 500 govornika (1993 SIL). Dvojezičnost na jezicima francuski, jula, baoule ili Adioukrou.

## Vanjske poveznice
- Ethnologue (14th)
- Ethnologue (15th)